# Benakuma
Benakuma ist eine Gemeinde in Kamerun in der Region Nord-Ouest im Département Menchum. 

## Geografie
Benakuma liegt im Nordwesten Kameruns, etwa 30 Kilometer von der nigerianischen Grenze entfernt.